# Auge (Ardennes)
Auge település Franciaországban, Ardennes megyében. Lakosainak száma 58 fő (2022. január 1.). Auge Logny-lès-Aubenton, Antheny, Bossus-lès-Rumigny, Fligny és Tarzy községekkel határos.

## Népesség
A település népességének változása:
| Lakosok száma | 82   | 66   | 69   | 63   | 57   | 60   | 60   | 58   | 58   | 58   |
|               | 1968 | 1982 | 1990 | 2006 | 2013 | 2015 | 2017 | 2019 | 2020 | 2022 |